# Oskarshamns AIK
Oskarshamns AIK is een Zweedse voetbalclub uit Oskarshamn in de provincie Kalmar län.

## Geschiedenis
Oskarshamns Allmänna Idrottsklubb werd opgericht op 1 september 1922. Bekende spelers die de club heeft voortgebracht zijn onder meer Arnar Drndo, Viktor Niklasson en Kawaar Betkari.
Oskarshamn komt momenteel uit in de Division 1 Södra in Zweden. Dit is het derde niveau. Oskarshamns AIK is aangesloten bij de Smålands Fotbollförbund. De club werkt nauw samen met Kalmar FF, dat uitkomt op het hoogste niveau.

## Recent verleden
Oskarshamns AIK speelde de afgelopen seizoenen in de volgende competities:
2024 – Ettan, Södra

2023 – Ettan, Södra

2022 – Ettan, Södra

2021 – Ettan, Södra

2020 – Ettan, Södra (nieuwe naam Division 1)

2019 – Division I, Södra

2018 – Division I, Södra

2017 – Division I, Södra

2016 – Division I, Södra

2015 – Division I, Södra

2014 – Division I, Södra

2013 – Division II, Södra Götaland

2012 – Division II, Östra Götaland

2011 – Division III, Sydöstra Götaland

2010 – Division III, Nordöstra Götaland

2009 – Division III, Sydöstra Götaland

2008 – Division III, Sydöstra Götaland

2007 – Division IV, Småland Östra Elit

2007 – Division IV, Småland Elit Södra

2006 – Division III, Sydöstra Götaland

2005 – Division II, Mellersta Götaland

2004 – Division II, Östra Götaland

2003 – Division III, Sydöstra Götaland

2002 – Division IV, Småland Östra Elit

2000 – Division IV, Småland Sydöstra

1999 – Division III, Nordöstra Götaland

1998 – Division III, Nordöstra Götaland

1997 – Division III, Nordöstra Götaland